# Мік Джексон
Мік Джексон (нар. 4 жовтня 1943) — британський режисер. Відомий, в тому числі в колі України, за фільмом «Особистий охоронець» (1992).

## Біографія та праця
Народився майбутній режисер в 1943 році у населеному пункті Грейс, Велика Британія.
Творчий шлях почав у 1973 році на британському телебаченні, знімаючи документалістику й драматику.
Переїхавши у Сполучені Штати, Мік Джексон попробував себе ще й на ниві художнього кіно. Проба виявился вдалою: 1984-го вийшов блокбастер «Нитки», 1991-го, за участю коміка Стіва Мартіна «Лос-анжелеська історія», 1992-го ж — «Особистий охоронець». У 1997 році Томмі Лі Джонс попрацював із Міком Джексоном — у фільмі-катастрофі «Вулкан», який, так само як і «Особистий охоронець», показувався на українському телебаченні.
Свій крайній фільм режисер випустив у 2016-му — це була стрічка «Відмова».
Зараз Мік Джексон перебуває на заслуженому відпочинку.

## Фільмографія
- 1984 — «Нитки»;
- 1986 — «Юрій Носенко: подвійний агент»;
- 1987 — «Історія життя»;
- 1988 — «Дуже британський переворот»;
- 1989 — «Чаттагуччі»;
- 1991 — «Лос-анджелеська історія»;
- 1992 — «Особистий охоронець»;
- 1994 — «Незаймана пам'ять»;
- 1995 — «Обвинувачувальний акт: Суд над Макмартинами»;
- 1997 — «Вулкан»;
- 1999 — «Вівторки з Моррі»;
- 2002 — «Як заробити 20 мільйонів доларів»;
- 2002 — «Прямий ефір з Багдаду»;
- 2006 — «Прикриття-Одін: Фактор „Аїда“»;
- 2010 — «Темпл-Грандін»;
- 2016 — «Заперечення».